# Rez
Rez – gra komputerowa typu rail shooter wydana po raz pierwszy w Japonii w 2001 roku przez firmę Sega na konsole Sega Dreamcast oraz PlayStation 2, a następnie wydana w wersji HD w 2008 roku.
Gra została stworzona przez grupę United Games Artists, będącą częścią grupy Sonic Team, w której skład wchodziło kilku pracowników Team Andromeda, grupy odpowiedzialnej za stworzenie serii gier Panzer Dragoon.
Gra jest nawiązaniem do uczucia synestezji. Gracz ma zadanie zaznaczać i zestrzeliwać obiekty na ekranie, które wybuchają w rytm muzyki i tworzą przeróżne dźwięki. Otoczenie gry pulsuje w różnych kolorach a poziomom akompaniuje muzyka trance.

## Trance Vibrator

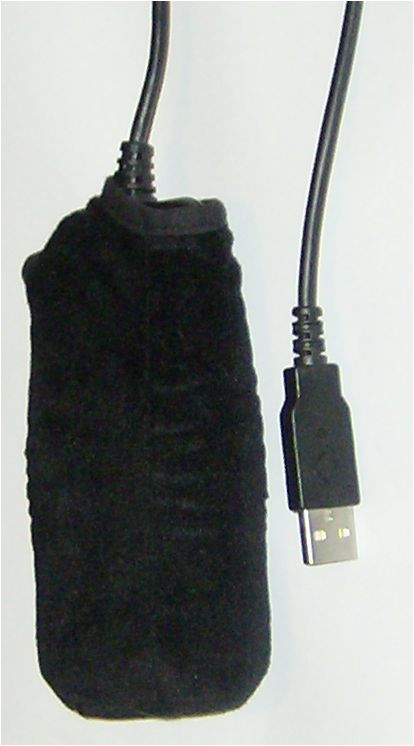
Trance Vibrator - akcesorium, wibrujące w rytm muzyki.

Do limitowanej edycji gry na konsolę Playstation 2 dołączane było urządzenie Trance Vibrator, które po podłączeniu do konsoli Playstation 2 wibrowało w rytm muzyki. Producent urządzenia zalecał trzymanie urządzenia w dłoni, w kieszeni lub siadanie na nim. Akcesorium z powodu wytwarzania silnych wibracji wielokrotnie traktowane było jako zabawka erotyczna.
W wersji na XBox 360, gracz może podłączyć do trzech kontrolerów, które będą wibrować wraz z muzyką.

## Lista utworów
1. Keiichi Sugiyama - Buggie Running Beeps 01 (5:20)
2. Mist - Protocol Rain (7:08)
3. Ken Ishii - Creation the State of Art (Full Option) (6:33)
4. Joujouka - Rock Is Sponge (7:31)
5. Adam Freeland - Fear (Rez Edit) (5:06)
6. Coldcut & Tim Bran - Boss Attacks (Remix) (7:15)
7. EBZ - F6 G5 (7:48)
8. Oval - Octaeder 0.1. (3:22)
9. Ken Ishii - Creative State (6:20)
10. Oval - P-Project (5:38)